# Corneille (Sänger)

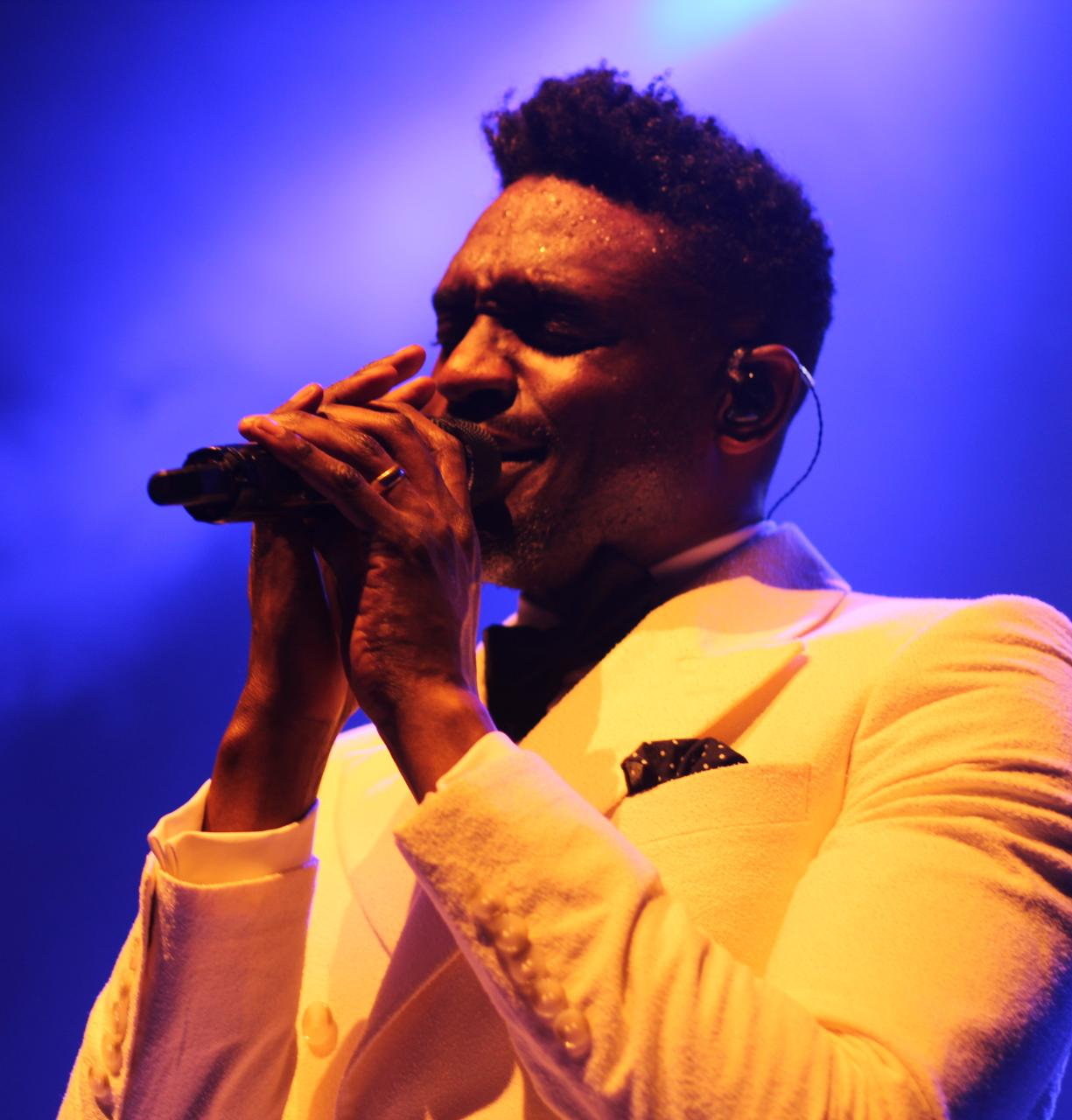
Corneille, 2019

Corneille (eigentlich Cornélius Nyungura, * 24. März 1977 in Freiburg im Breisgau, Deutschland) ist ein ruandisch-kanadischer R’n’B-Sänger.

## Leben
Corneille wurde als Sohn ruandischer Eltern in Deutschland geboren. Im Alter von sieben Jahren kehrte er mit seiner Familie nach Ruanda zurück. Während des Völkermords in Ruanda 1994 wurden seine Eltern und seine Geschwister getötet, woraufhin er nach Deutschland zurückkehrte und schließlich nach Montréal in Kanada übersiedelte. Dort gründete er die R’n’B-Band O.N.E. 2002 startete er seine Solo-Karriere und erreichte mit seinem im September 2002 erschienenen Album Parce qu’on vient de loin Chartplatzierungen in Frankreich und der Schweiz. 2005 war er einer der Gäste des von Youssou N’Dour organisierten Anti-Malaria-Festivals Africa Live in Dakar.
2014 nahm er an der fünften Staffel der französischen Tanzshow Danse avec les stars teil.

## Diskografie

### Studioalben
| Jahr | Titel                                                        | Höchstplatzierung, Gesamtwochen, AuszeichnungChartplatzierungen (Jahr, Titel, Platzierungen, Wochen, Auszeichnungen, Anmerkungen) | Höchstplatzierung, Gesamtwochen, AuszeichnungChartplatzierungen (Jahr, Titel, Platzierungen, Wochen, Auszeichnungen, Anmerkungen) | Höchstplatzierung, Gesamtwochen, AuszeichnungChartplatzierungen (Jahr, Titel, Platzierungen, Wochen, Auszeichnungen, Anmerkungen) | Anmerkungen                              |
| Jahr | Titel                                                        | FR | BEW | CH | Anmerkungen                              |
| ---- | ------------------------------------------------------------ | --- | --- | --- | ---------------------------------------- |
| 2002 | Parce qu’on vient de loin                                    | FR4 (99 Wo.)FR | BEW3 (73 Wo.)BEW | CH33 (34 Wo.)CH | Erstveröffentlichung: 10. September 2002 |
| 2005 | Live                                                         | FR9 (35 Wo.)FR | BEW10 (28 Wo.)BEW | — | Erstveröffentlichung: 14. Februar 2005   |
| 2005 | Les marchands de rêves                                       | FR3 (49 Wo.)FR | BEW6 (33 Wo.)BEW | CH34 (8 Wo.)CH | Erstveröffentlichung: 21. November 2005  |
| 2006 | Parce qu’on vient de loin / Les marchands de rêves (Coffret) | FR179 (2 Wo.)FR | — | — | Boxset                                   |
| 2007 | The Birth of Cornelius                                       | FR23 (14 Wo.)FR | — | — |                                          |
| 2009 | Sans titre                                                   | FR21 (10 Wo.)FR | BEW47 (4 Wo.)BEW | — | Erstveröffentlichung: 19. Oktober 2009   |
| 2011 | Les Inséparables                                             | FR10 Gold · (25 Wo.)FR | BEW55 (5 Wo.)BEW | — | Erstveröffentlichung: 24. Oktober 2011   |
| 2013 | Entre nord et sud                                            | FR46 (16 Wo.)FR | BEW89 (23 Wo.)BEW | — | Erstveröffentlichung: 18. November 2013  |
| 2018 | Love & Soul                                                  | FR35 (5 Wo.)FR | BEW139 (3 Wo.)BEW | — | Erstveröffentlichung: 18. Mai 2018       |
| 2019 | Parce qu’on aime                                             | FR58 (3 Wo.)FR | — | — | Erstveröffentlichung: 15. Februar 2019   |

Weitere Alben
- 2004: Comme un fils
- 2018: Tout le monde

### Singles
| Jahr | Titel Album                                          | Höchstplatzierung, Gesamtwochen, AuszeichnungChartplatzierungen (Jahr, Titel, Album, Platzierungen, Wochen, Auszeichnungen, Anmerkungen) | Höchstplatzierung, Gesamtwochen, AuszeichnungChartplatzierungen (Jahr, Titel, Album, Platzierungen, Wochen, Auszeichnungen, Anmerkungen) | Höchstplatzierung, Gesamtwochen, AuszeichnungChartplatzierungen (Jahr, Titel, Album, Platzierungen, Wochen, Auszeichnungen, Anmerkungen) | Anmerkungen                                            |
| Jahr | Titel Album                                          | FR | BEW | CH | Anmerkungen                                            |
| ---- | ---------------------------------------------------- | --- | --- | --- | ------------------------------------------------------ |
| 2002 | Avec classe Parce qu’on vient de loin                | FR30 Platin · (22 Wo.)FR | — | — | feat. Aya Nakamura und Trinix                          |
| 2003 | Ensemble Parce qu’on vient de loin                   | FR39 (15 Wo.)FR | — | — |                                                        |
| 2004 | Parce qu’on vient de loin                            | FR10 (33 Wo.)FR | BEW9 (17 Wo.)BEW | CH33 (14 Wo.)CH |                                                        |
| 2004 | Seul au monde Parce qu’on vient de loin              | FR26 (26 Wo.)FR | BEW34 (2 Wo.)BEW | CH62 (8 Wo.)CH |                                                        |
| 2004 | Comme un fils Parce qu’on vient de loin              | FR21 (21 Wo.)FR | — | CH56 (9 Wo.)CH |                                                        |
| 2006 | Les marchands de rêves                               | FR37 (13 Wo.)FR | — | CH88 (2 Wo.)CH |                                                        |
| 2011 | Le jour après la fin du monde Les inséparables       | FR27 (19 Wo.)FR | BEW33 (4 Wo.)BEW | — |                                                        |
| 2011 | Des pères, des hommes et des frères Les inséparables | FR25 (20 Wo.)FR | — | — | Erstveröffentlichung: 24. Oktober 2011 feat. La Fouine |
| 2013 | Les sommets de nos vies Entre nord et sud            | FR84 (4 Wo.)FR | — | — | Erstveröffentlichung: 31. Juli 2013                    |

### Gastbeiträge
| Jahr | Titel Album                           | Höchstplatzierung, Gesamtwochen, AuszeichnungChartplatzierungen (Jahr, Titel, Album, Platzierungen, Wochen, Auszeichnungen, Anmerkungen) | Höchstplatzierung, Gesamtwochen, AuszeichnungChartplatzierungen (Jahr, Titel, Album, Platzierungen, Wochen, Auszeichnungen, Anmerkungen) | Höchstplatzierung, Gesamtwochen, AuszeichnungChartplatzierungen (Jahr, Titel, Album, Platzierungen, Wochen, Auszeichnungen, Anmerkungen) | Anmerkungen                    |
| Jahr | Titel Album                           | FR | BEW | CH | Anmerkungen                    |
| ---- | ------------------------------------- | --- | --- | --- | ------------------------------ |
| 2011 | Le meilleur du monde Les inséparables | FR28 (25 Wo.)FR | — | — | TLF feat. Corneille            |
| 2012 | Histoires vraies –                    | FR82 (9 Wo.)FR | — | — | Youssoupha feat. Corneille     |
| 2012 | Co-Pilot –                            | FR27 (28 Wo.)FR | — | — | Kristina Maria feat. Corneille |
| 2013 | À l’horizon Dernier MC                | FR82 (4 Wo.)FR | — | — | Kery James feat. Corneille     |